# Enjambeur

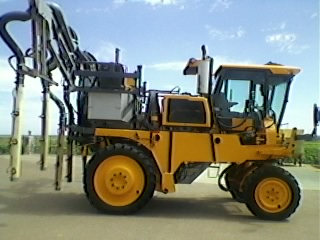
Enjambeur viticole hydrostatique.

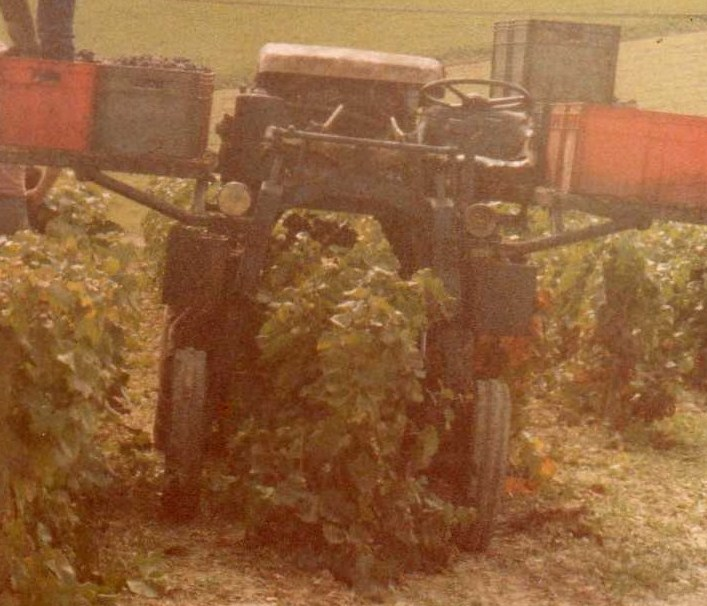
Enjambeur dans la vigne lors des vendanges (1985).

Un enjambeur est un tracteur agricole à trois ou quatre roues permettant d'enjamber 1 ou 2 rangs de vignes. Il permet de réaliser des traitements en concentrant la pulvérisation sur le feuillage, le rognage, le broyage des sarments au sol, le travail du sol, ...

## Historique

### Invention de l'enjambeur
Le tracteur enjambeur est inventé par Jean Buche, en Bourgogne, après la Seconde Guerre mondiale,. Il travaille alors avec l'entreprise Bobard.

« Pourquoi le tracteur ne pousserait-il pas les charrues au lieu de les tirer ? Après avoir essayé de construire l'enjambeur d'une façon logique et rationnelle sans obtenir de résultats, Jean Buche se dit qu'après tout, l'invention se fait aussi dans le nuageux, l'obscur et le contradictoire, et qu'il pouvait tenter une incursion dans le domaine du paradoxe et du pourquoi pas. »

Dans les années 2010, les enjambeurs électriques voient le jour. Leur capacité est alors d'une douzaine d'heures d'autonomie, et offre des économies d'énergie comparé aux modèles hydrostatiques, avec en contrepartie un poids supplémentaire d'environ 800 kilos pour la batterie, et un coût de 30% plus élevés (150 000 euros au total).
Dans les années 2020, des enjambeurs électriques d'une nouvelle génération arrivent. Architecture totalement repensée, cet enjambeur électrique dédié au travail du sol est beaucoup plus léger que son équivalent thermique, avec un poids total de 2 tonnes. De plus il peut enjamber des hauteurs beaucoup plus importantes que les enjambeurs traditionnels (2,05m) et son centre de gravité très bas assure une meilleure stabilité dans les pentes et dévers.[réf. nécessaire]

## Fonctionnement

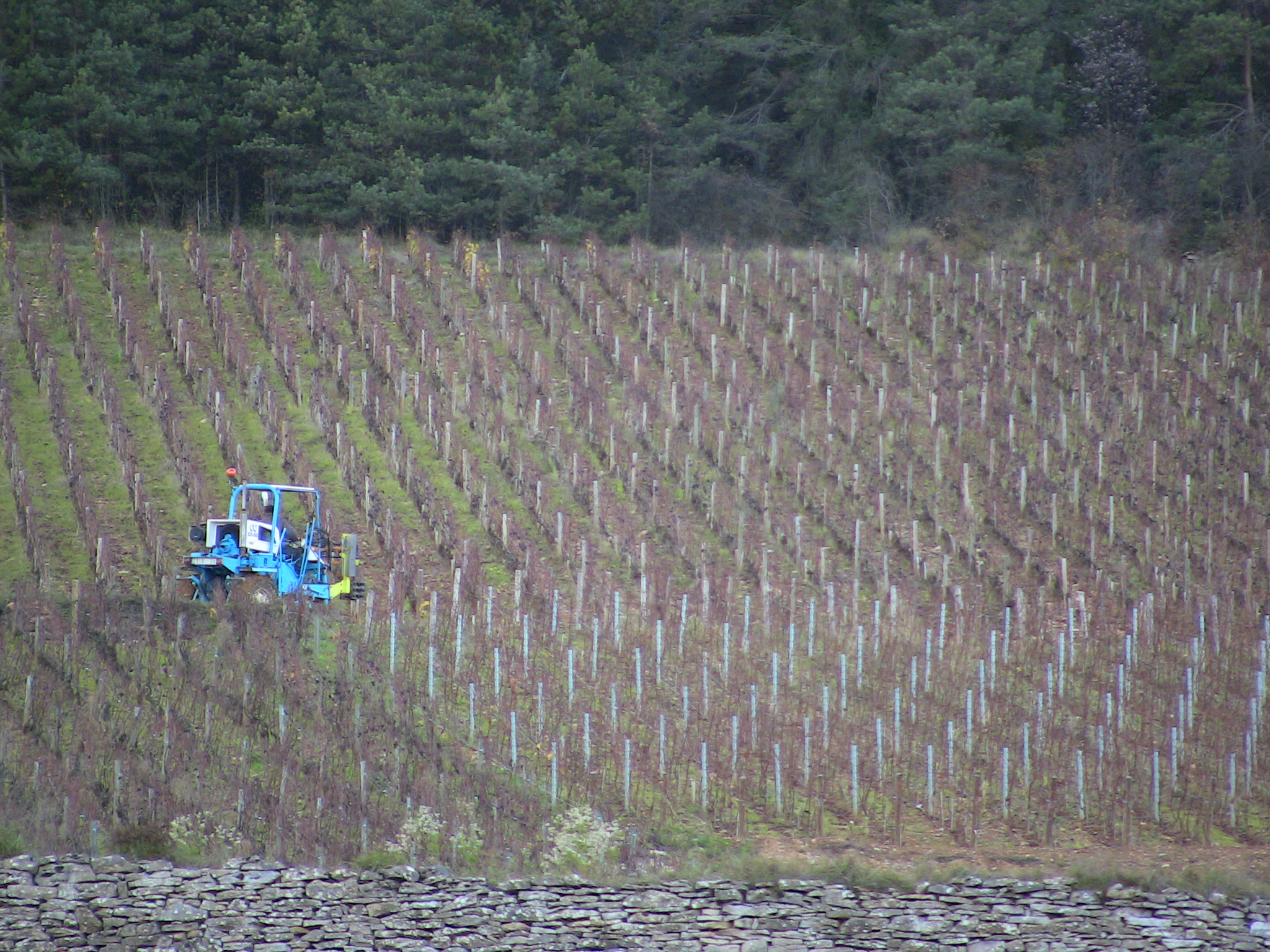
Tracteur enjambeur utilisé dans une parcelle en Bourgogne.

La puissance du moteur peut aller de 40 à 180 ch DIN. La vitesse de travail de l'enjambeur peut aller de 0 à 7 km/h, en fonction du terrain, de la pente, mais aussi de la précision du travail à effectuer : un travail du sol est réalisé plus lentement qu'une pulvérisation, sur route, il peut aller de 20 à 40 km/h. Son poids varie entre 3 et 5 tonnes, suivant les équipements (cuves de pulvérisation...). Il peut enjamber des rangs jusqu'à 1,50 m.
Pour les modèles thermiques hydrostatiques, la puissance hydraulique peut aller jusqu'à 60 ch.
Sur les modèles récents, équipés d'une cabine, celle-ci est étanche aux produits de traitement, avec des filtres pour l'air et peut être suspendue pour amortir les chocs. Ils peuvent être équipés de correcteurs de devers.

## Sécurité et accidents
Les tracteurs enjambeurs ont un centre de gravité naturellement plus élevé que celui des autres véhicules. Cela augmente le risque de renversement, responsable chaque année d'accidents graves, voire mortels.

## Galerie d'images

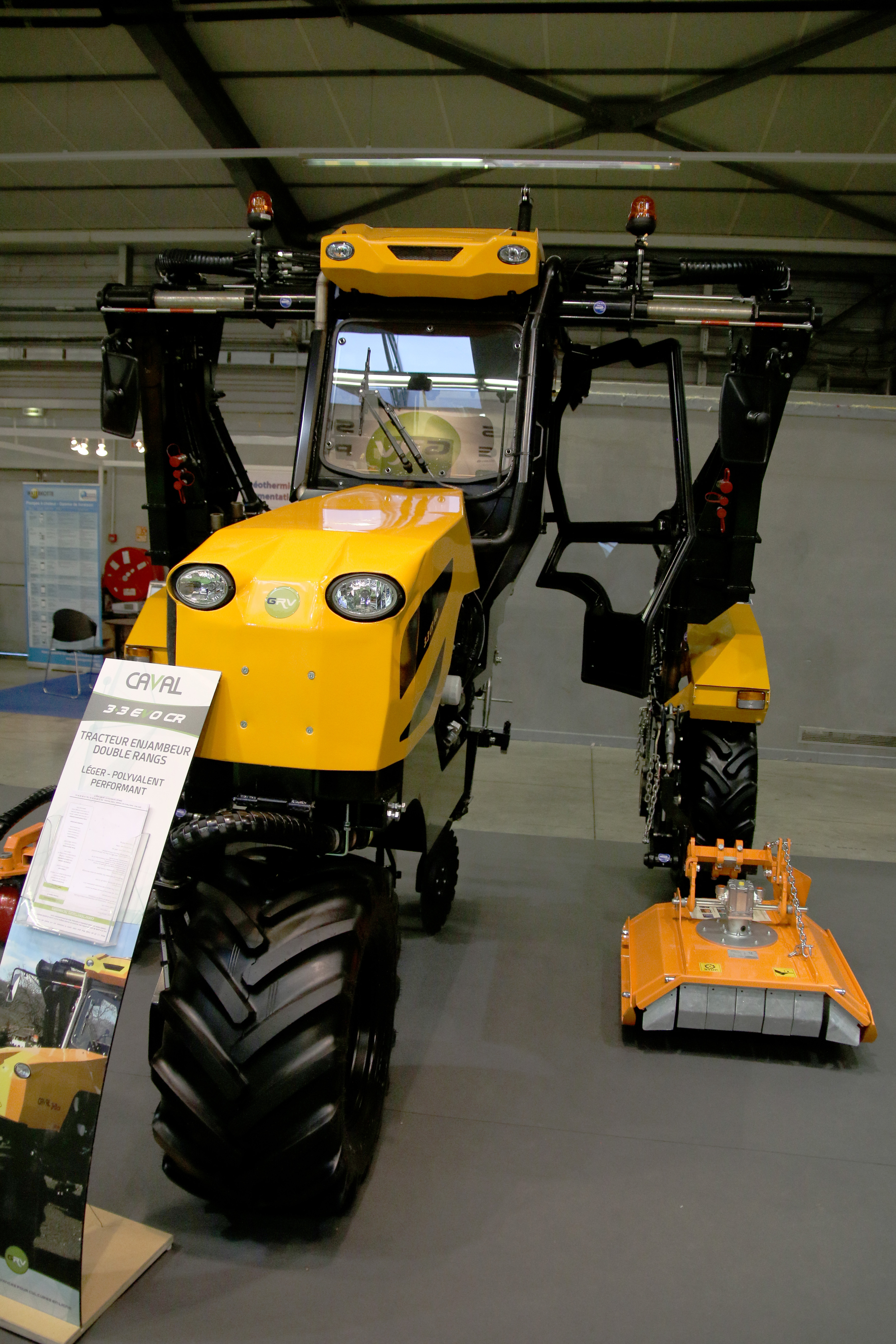
Enjambeur 3 rangs, 3 roues.
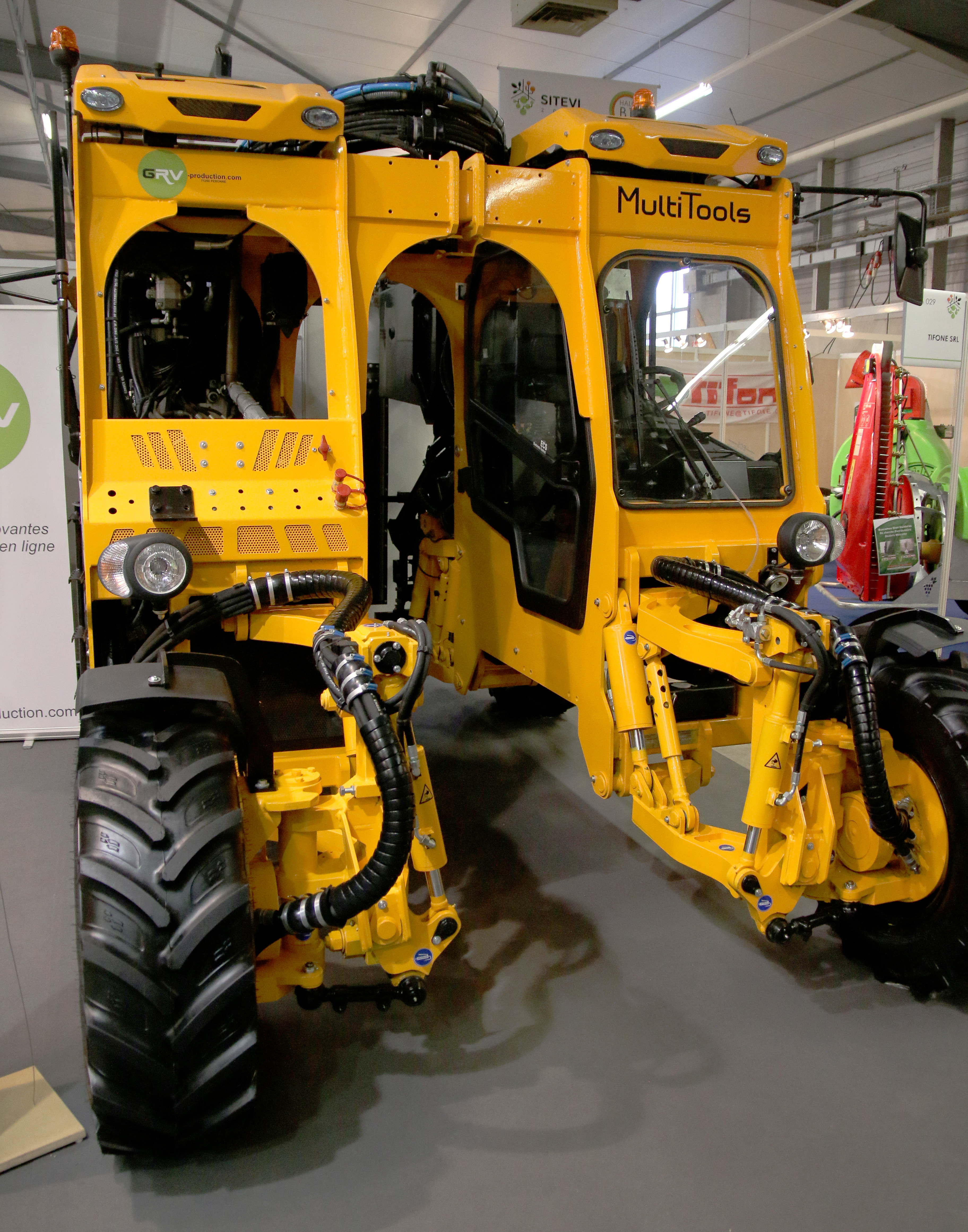
Enjambeur avec roues mobiles sur plusieurs axes.
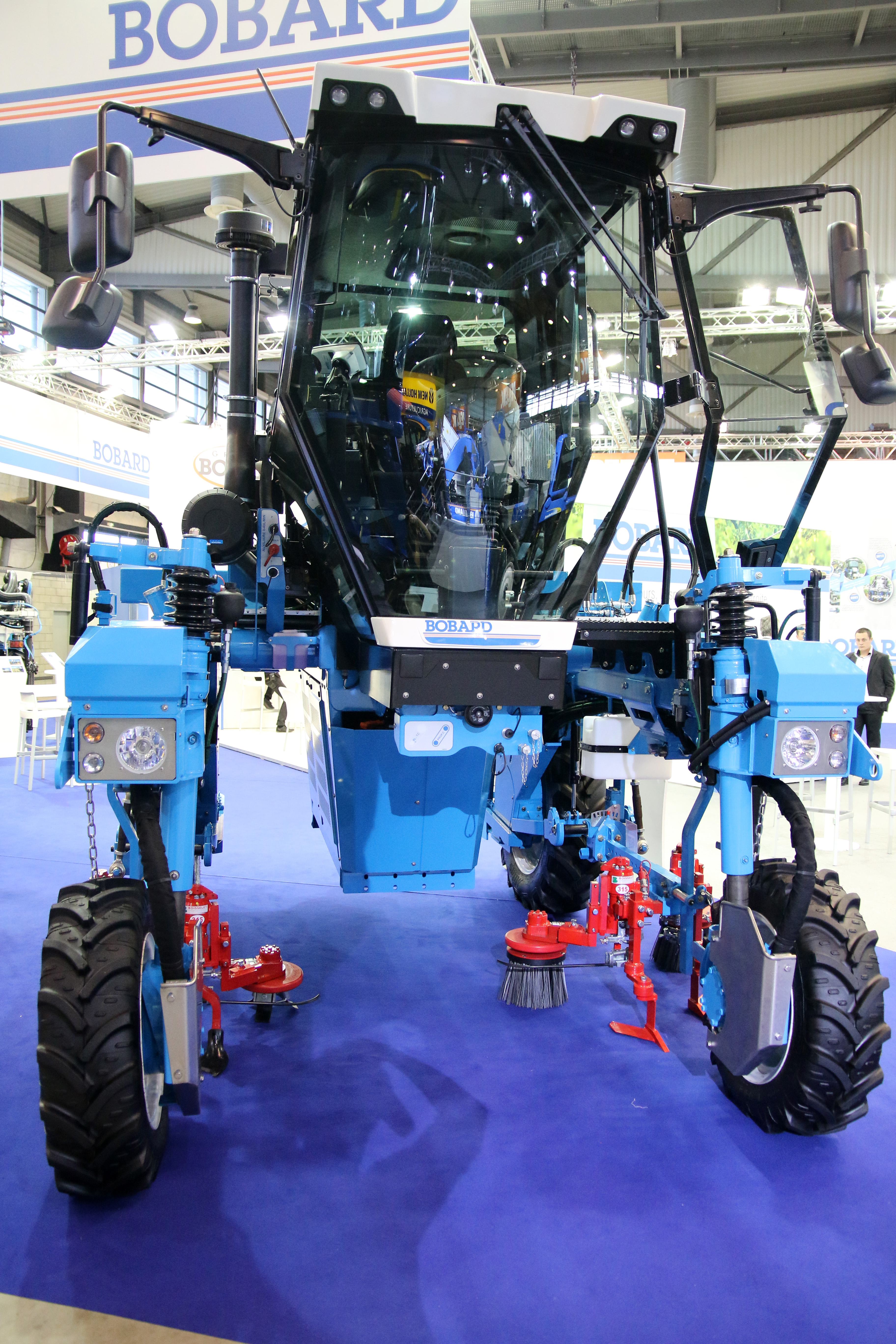
Enjambeur avec outils de travail du sol.
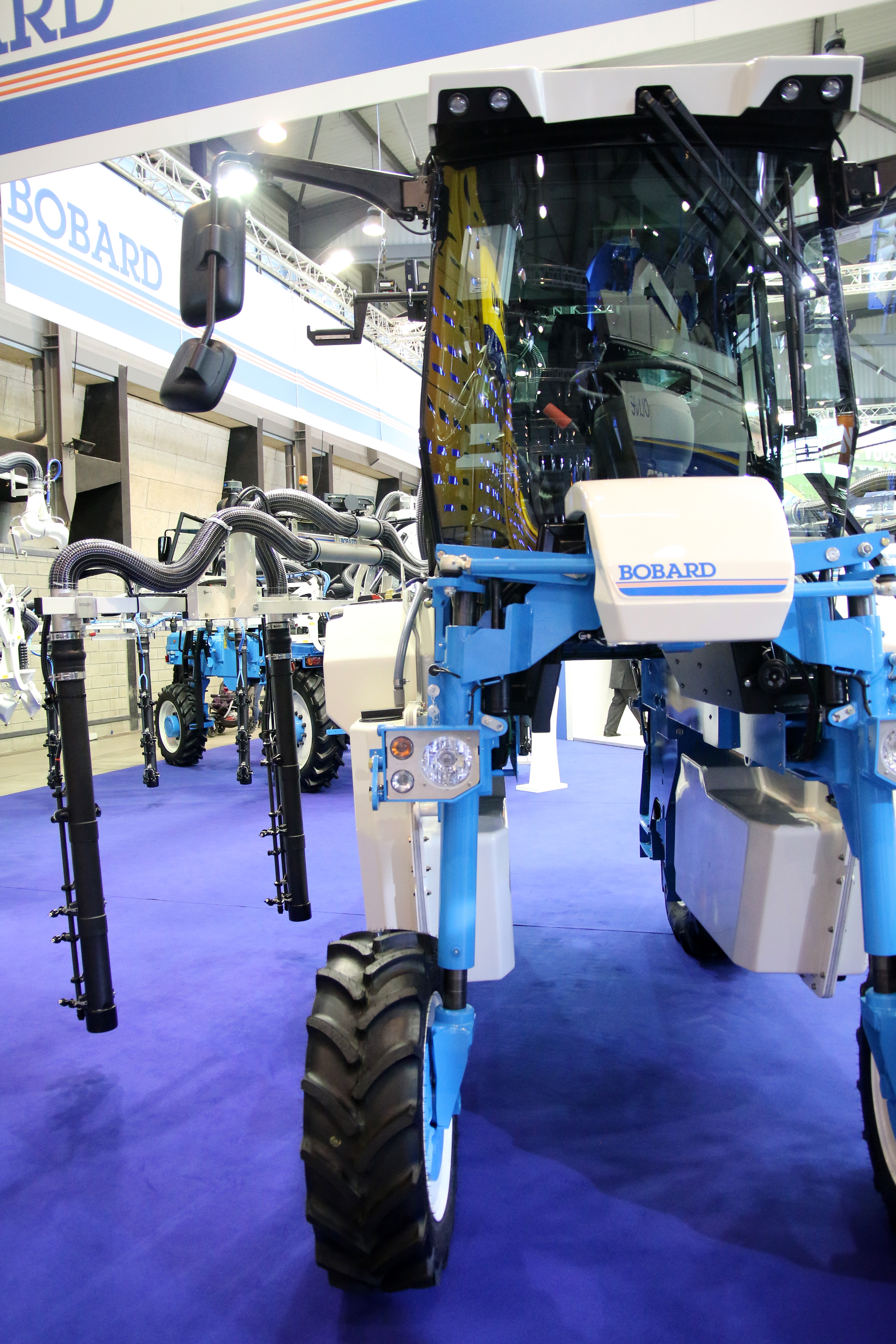
Enjambeur avec outil de pulvérisation.
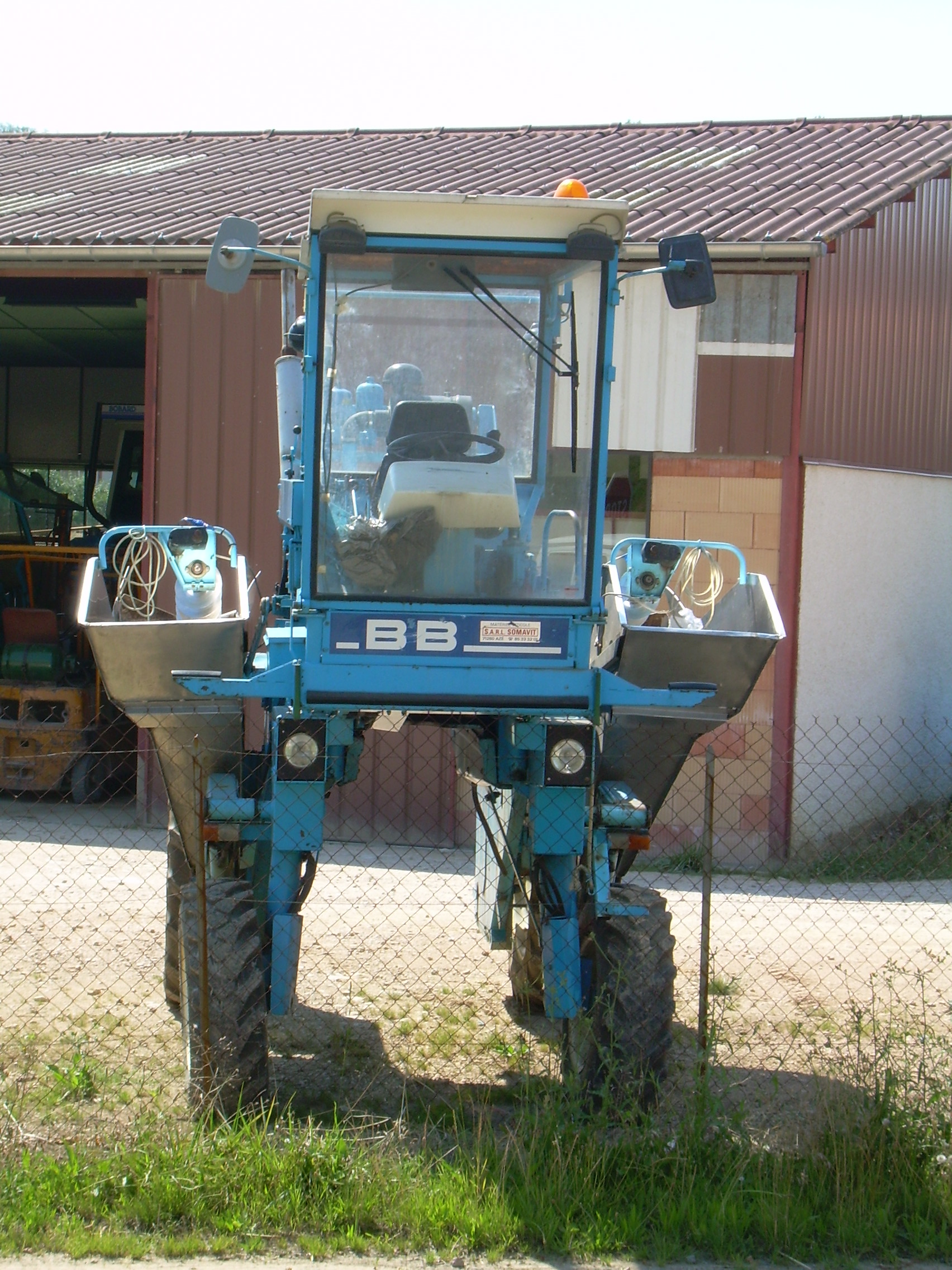
Enjambeur viticole.
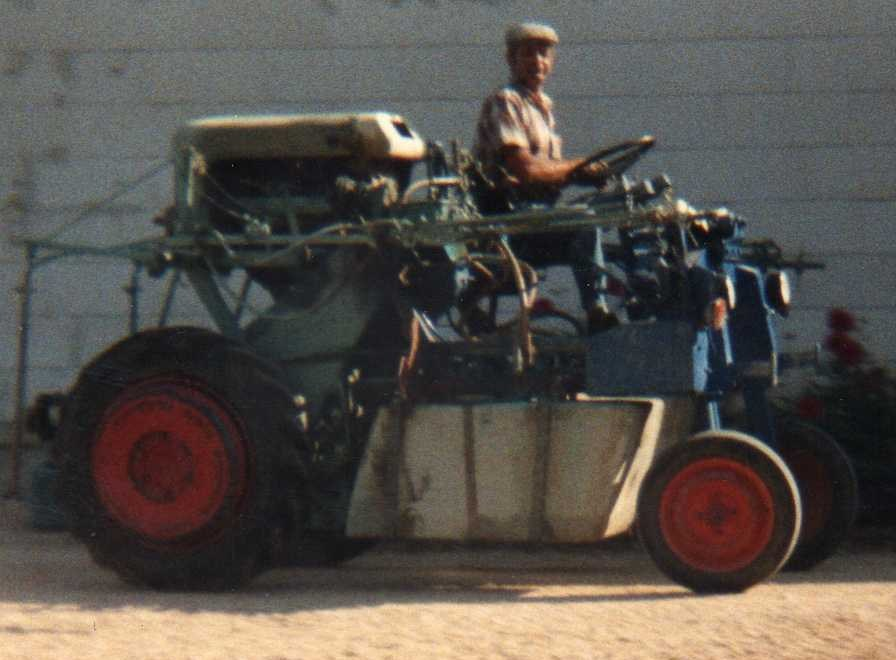
Vieux modèle d'un petit enjambeur (1989).